# Arquidiócesis de Częstochowa
La arquidiócesis de Częstochowa (en latín: Archidioecesis Częstochoviensis y en polaco: Archidiecezja częstochowska) es una circunscripción eclesiástica de la Iglesia católica en Polonia. Se trata de una arquidiócesis latina, sede metropolitana de la provincia eclesiástica de Częstochowa. Desde el 29 de diciembre de 2011 su arzobispo es Wacław Depo.

## Territorio y organización

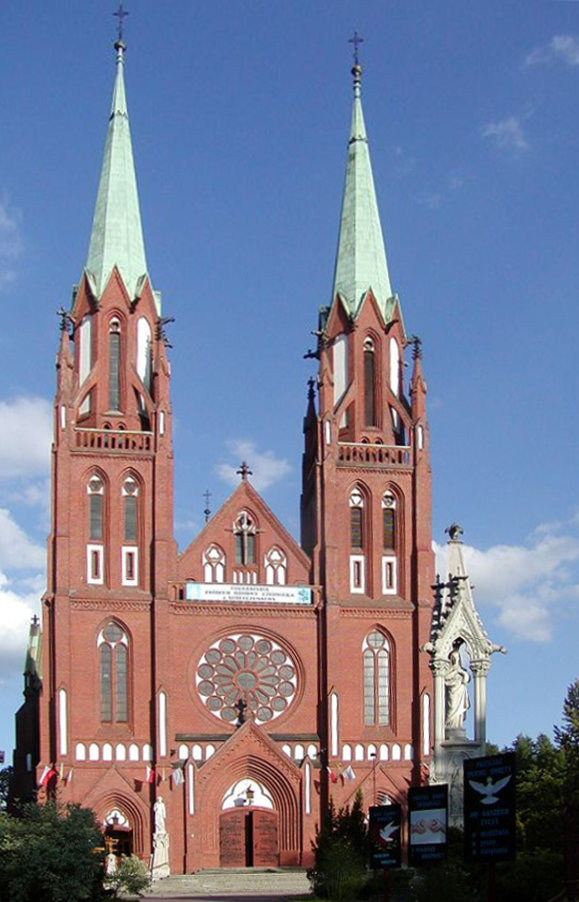
Basílica colegiata de San Pedro y San Pablo, en Zawiercie

La arquidiócesis tiene 6925 km² y extiende su jurisdicción sobre los fieles católicos de rito latino residentes en la parte septentrional del voivodato de Silesia y la parte meridional del voivodato de Łódź.
La sede de la arquidiócesis se encuentra en la ciudad de Częstochowa, en donde se halla la Catedral basílica de la Sagrada Familia. En el territorio de la arquidiócesis existen otras tres basílicas menores: la basílica colegiata de San Pedro y San Pablo, en Zawiercie; la basílica de la Asunción de la Virgen María, en Gidle. En la ciudad de Częstochowa se encuentra el santuario mariano y basílica menor de Jasna Góra, la más importante meta de peregrinación de Polonia, con más de cuatro millones de peregrinos que llegan anualmente de todo el país y del extranjero. Allí se venera el ícono de la Virgen Negra (Nuestra Señora de Częstochowa).

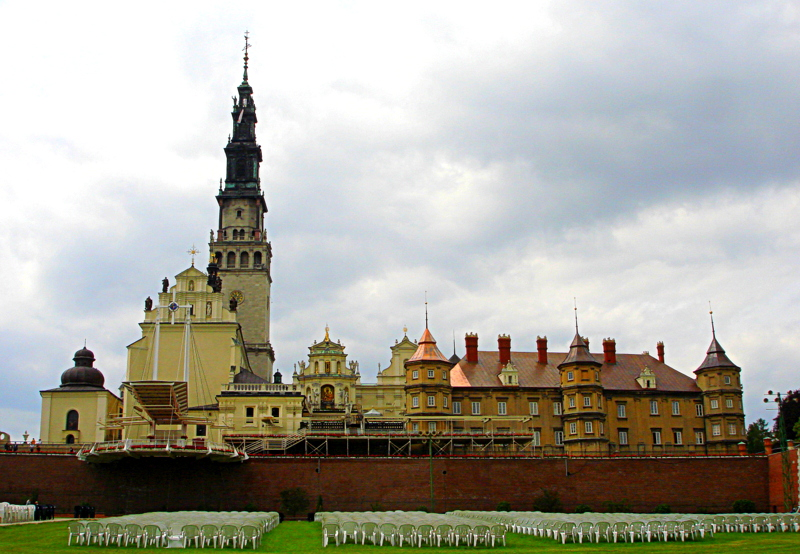
Santuario mariano y basílica menor, en Jasna Góra

La arquidiócesis tiene como sufragáneas a las diócesis de: Radom y Sosnowiec.

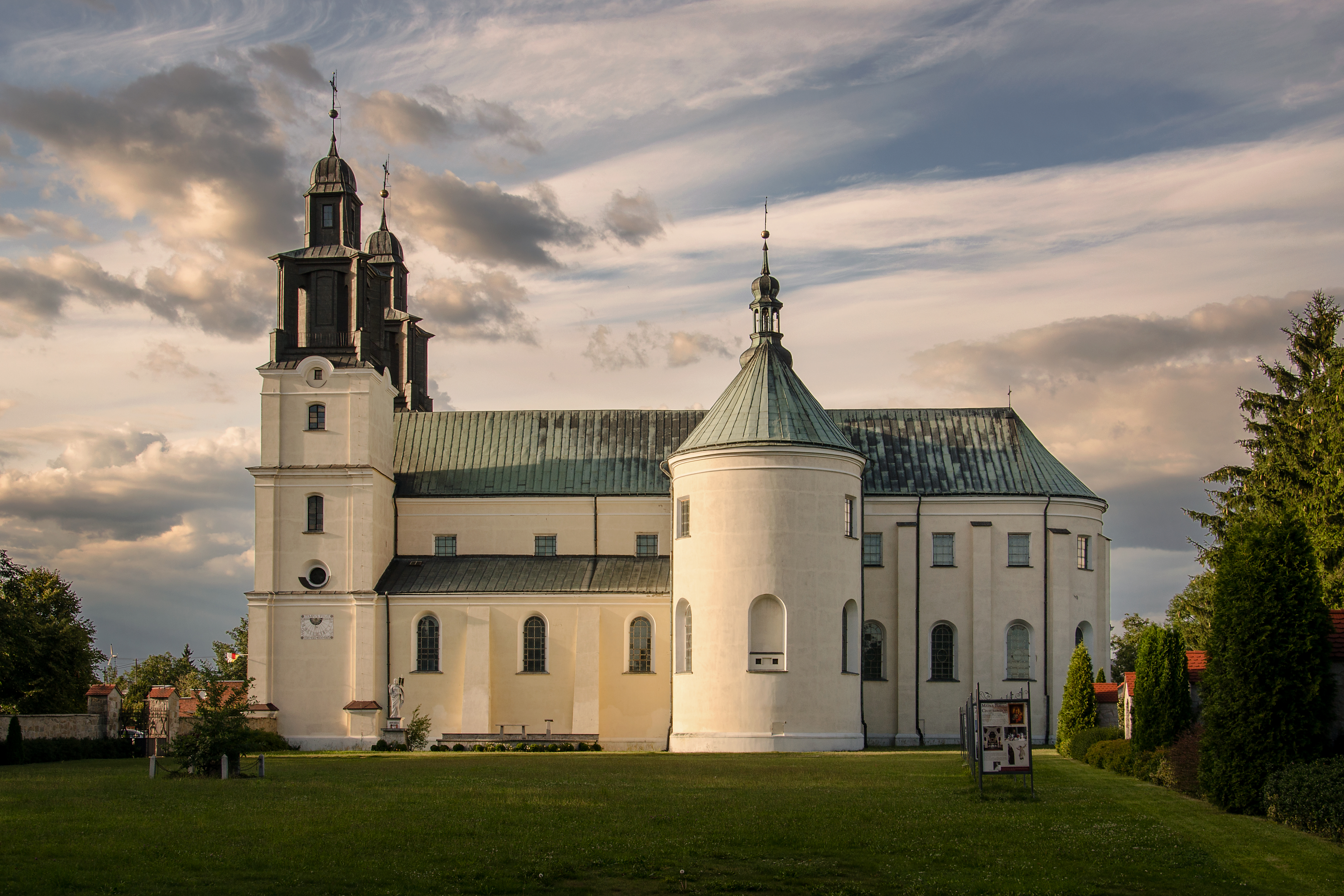
Basílica de la Asunción de la Virgen María, en Gidle

En 2023 en la arquidiócesis existían 312 parroquias agrupadas en 36 decanatos, a su vez agrupados en 4 regiones: Częstochowski (14 decanatos), Radomszczański (10 decanatos), Wieluński (7 decanatos) y Zawierciański (5 decanatos).

## Historia
La diócesis de Częstochowa fue erigida el 28 de octubre de 1925 por el papa Pío XI mediante la bula Vixdum Poloniae unitas, y hecha sufragánea de la arquidiócesis de Cracovia. La nueva diócesis estaba formada por 11 decanatos que comprendían 126 parroquias que habían pertenecido a la diócesis de Włocławek, y 4 decanatos que comprendían 45 parroquias tomadas de la diócesis de Kielce. La bula estableció la Iglesia de la Sagrada Familia en Częstochowa como catedral de la nueva diócesis.
El 5 de agosto de 1951 se instituyó el cabildo de la catedral con la bula Peropportune sane del papa Pío XII.
El 25 de marzo de 1992, como parte de la reorganización de las diócesis polacas solicitada por el papa Juan Pablo II con la bula Totus Tuus Poloniae populus, la diócesis de Częstochowa cedió partes de su territorio para la erección de las diócesis de Gliwice, de Kalisz y de Sosnowiec y al mismo tiempo fue elevada al rango de arquidiócesis metropolitana.

## Estadísticas
Según el Anuario Pontificio 2024 la arquidiócesis tenía a fines de 2023 un total de 682 981 fieles bautizados.
| Año                                                                             | Población            | Población | Población      | Sacerdotes | Sacerdotes    | Sacerdotes    | Bautizados por sacerdote | Diáconos permanentes | Religiosos | Religiosos | Parroquias |
| Año                                                                             | Bautizados católicos | Total     | % de católicos | Total      | Clero secular | Clero regular | Bautizados por sacerdote | Diáconos permanentes | Varones    | Mujeres    | Parroquias |
| ------------------------------------------------------------------------------- | -------------------- | --------- | -------------- | ---------- | ------------- | ------------- | ------------------------ | -------------------- | ---------- | ---------- | ---------- |
| 1948                                                                            | 1 016 000            | 1 028 000 | 98.8           | 412        | 354           | 58            | 2466                     |                      | 96         | 685        | 215        |
| 1970                                                                            | 1 312 400            | 1 384 900 | 94.8           | 733        | 617           | 116           | 1790                     |                      | 207        | 969        | 252        |
| 1980                                                                            | 1 332 000            | 1 435 000 | 92.8           | 773        | 661           | 112           | 1723                     |                      | 187        | 928        | 293        |
| 1990                                                                            | 1 406 450            | 1 446 700 | 97.2           | 866        | 740           | 126           | 1624                     |                      | 222        | 1156       | 394        |
| 1999                                                                            | 900 710              | 921 190   | 97.8           | 746        | 560           | 186           | 1207                     |                      | 282        | 939        | 293        |
| 2000                                                                            | 879 421              | 902 075   | 97.5           | 755        | 569           | 186           | 1164                     |                      | 286        | 972        | 294        |
| 2001                                                                            | 845 610              | 880 875   | 96.0           | 760        | 573           | 187           | 1112                     |                      | 260        | 962        | 299        |
| 2002                                                                            | 838 887              | 875 865   | 95.8           | 771        | 582           | 189           | 1088                     |                      | 263        | 971        | 304        |
| 2003                                                                            | 825 743              | 858 225   | 96.2           | 784        | 595           | 189           | 1053                     |                      | 262        | 961        | 305        |
| 2004                                                                            | 826 885              | 867 315   | 95.3           | 781        | 597           | 184           | 1058                     |                      | 299        | 815        | 306        |
| 2006                                                                            | 756 285              | 785 348   | 96.3           | 795        | 604           | 191           | 951                      |                      | 250        | 869        | 308        |
| 2013                                                                            | 820 721              | 827 990   | 99.1           | 919        | 724           | 195           | 893                      |                      | 255        | 862        | 311        |
| 2016                                                                            | 802 780              | 808 340   | 99.3           | 900        | 710           | 190           | 891                      |                      | 246        | 846        | 311        |
| 2019                                                                            | 792 000              | 798 000   | 99.2           | 856        | 643           | 213           | 925                      |                      | 275        | 681        | 312        |
| 2021                                                                            | 686                  | 707 512   | 97.1           | 833        | 618           | 215           | 824                      |                      | 266        | 713        | 312        |
| 2023                                                                            | 682 981              | 710 125   | 96.2           | 819        | 596           | 223           | 833                      |                      | 278        | 698        | 312        |
| Fuente: Catholic-Hierarchy, que a su vez toma los datos del Anuario Pontificio. |                      |           |                |            |               |               |                          |                      |            |            |            |

## Episcopologio
- Teodor Kubina † (14 de diciembre de 1925-13 de febrero de 1951 falleció)
- Zdzisław Goliński † (22 de abril de 1951-6 de julio de 1963 falleció)
- Stefan Bareła † (17 de enero de 1964-12 de febrero de 1984 falleció)
- Stanisław Nowak † (26 de octubre de 1984-29 de diciembre de 2011 retirado)
- Wacław Depo, desde el 29 de diciembre de 2011